# Linth (rivier)

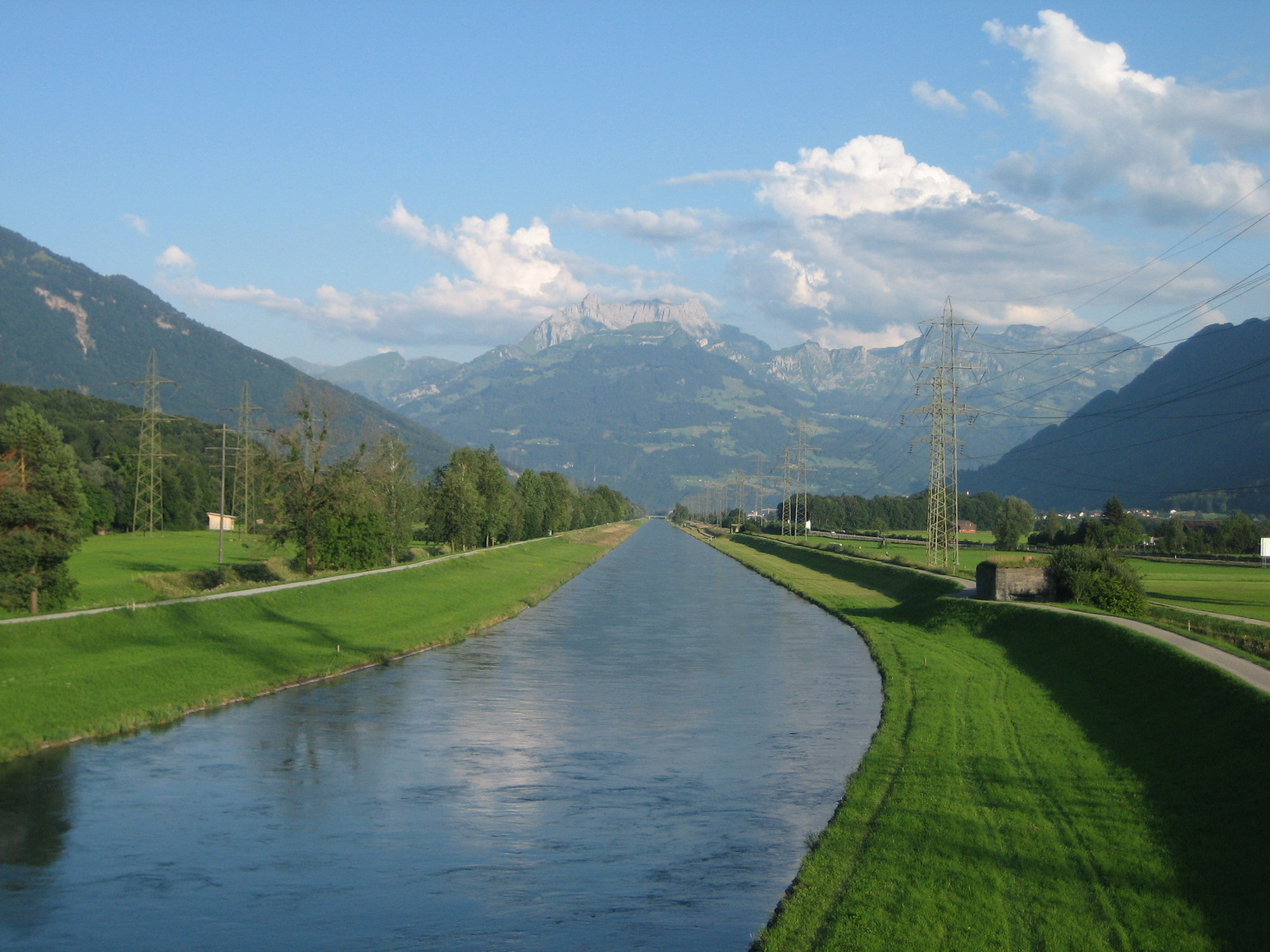
De Linth bij Reichenburg

De Linth is een rivier die de Zwitserse kantons Glarus, Sankt Gallen en Schwyz doorstroomt.
De bron van de rivier ligt in het Tödi-massief in de Alpen. De zijrivieren Sernft en Fätschbach monden uit in de Linth. De Linth stroomt uit in het Walenmeer en wordt dan een kanaal tussen het Walenmeer en het meer van Zürich. Na het meer van Zürich stroomt de rivier verder onder de naam Limmat.
Dit Linthkanaal is gebouwd van 1807 tot 1816 en maakte een einde aan de regelmatige overstromingen in het oude stroomgebied van de Linth. Een ander bijkomend gevolg was de verlaging van de waterspiegel van het Walenmeer met meer dan 5 meter, waardoor het moerasgebied goed uitdroogde.
- Gemeinsame Normdatei: 4328418-8
- Historisch woordenboek van Zwitserland: 008770
- Virtual International Authority File: 240966341